# タスコシステム
株式会社タスコシステム（TASCOSYSTEM Corporation）は、かつて「北前そば高田屋」、「オリエンタルグリル」等を展開していた外食チェーン店の持株会社。

## 概要
ルーツは北海道札幌市で札幌市中央区の札幌本社と東京都港区の東京本社の二本社制をとっていたが、末期は東京都文京区に本社を構えていた。しかし事業拡大が裏目に出て、2005年10月にジェイ・ブリッジ株式会社の支援を受けることになったが改善されず、2006年5月に持株会社制に移行し、事業を会社分割で設立した（株）札幌タスコ、（株）東京タスコに事業を移管した。2006年6月の時点ですでに債務超過の状態であったと報じられていたが、2007年2月28日、2006年12月期決算で約16億円の債務超過であったことが正式に発表された。
その後も赤字が続き、監査法人が2008年12月期半期報告書において「意見を表明しない」と記載し、ジャスダック証券取引所から同年12月に上場廃止となった。
その後実質的に休眠状態となっていたが、2016年6月15日に東京地方裁判所より破産開始決定を受けた。そして2016年10月31日に法人格が消滅した。

## 沿革
- 1988年10月26日 - 札幌市で会社設立。
- 1997年 - 東京支社を設立。
- 2001年9月21日 - 株式を店頭公開（現在のジャスダック）。
- 2002年 - 東京支社を東京本社に昇格。
- 2005年 - ジェイ・ブリッジの支援を受ける。
- 2006年 - 持株会社体制に移行。
- 2007年9月 - 株式会社とり鉄を株式会社アスラポート・ダイニングへ譲渡[6]。
- 2008年12月15日 - 上場廃止。
- 2009年2月 - 北前そば高田屋ブランドを株式会社プロスペリティ1へ譲渡[7]。
- 2016年6月15日 - 破産。
- 2016年10月31日 - 法人格消滅。

## 元展開ブランド

### フランチャイズブランド
- 北前そば高田屋
- 升屋
- 暖中
- 北前炙り高田屋
- 炭一鉄
- ピンクの豚
- ヤマダモンゴル
- スパイスピエロ

### アンテナブランド
- オリエンタルグリル
- 月の虎
- 山ごぼう
- ラッキー飯店
- オリエンタルヌーク
- きた前
- 東京ヤミツキ酒場
- 刀削麺荘
- 御蒸
- ビストロダイニングガレーラ

## 子会社
- 株式会社札幌タスコ
- 株式会社東京タスコ
- プラスネット株式会社
- 株式会社ブランドバンク
- 株式会社TASCOキャピタル
- 株式会社TASCOファイナンス

## テレビ番組
- 日経スペシャル ガイアの夜明け（テレビ東京）
  - 戦国グルメ夏の陣 〜新興外食チェーンの野望〜（2003年7月8日）[8]。
  - 下克上!外食サバイバル 〜グルメ戦争の勝者は誰だ〜（2005年6月28日）[9] - タスコの新たな戦略を取材。